# ラム (ケニア)
ラムはケニアのラム島の東海岸にある同島最大の都市。ラム郡（Lamu County）の行政庁所在地でもある。

## 概要
町が出来たのは14世紀のことで、サンゴの石とマングローブの木材で出来たスワヒリ系の建造物群がいまなお良好に現存している。この東アフリカで現存する最古のスワヒリ建造物群が評価され、旧市街がユネスコの世界遺産に登録されている。古い町並みの通りは狭く、自動車は通れないが、徒歩や自転車で見て回れば十分である。なお、観光には地元で好まれるロバも使われる。
かつては奴隷貿易の中心地のひとつであった。ラムの民族構成は多彩だが、主要なアラビア交易ルート上に位置したので、住民はほとんどがイスラム教徒である。
儀礼に使った角が多く展示されているラム博物館をはじめとして、町にはスワヒリ文化にゆかりのあるものや地元の郵便制度に関するものなど、博物館がいくつもある。
ソマリアの国境まで100km以上の距離があるが、2011年にはリゾート地に訪れる富裕者の誘拐を狙い同国の武装集団が出没し、治安の悪化が伝えられた。

## ラムの主要建築物

### ラム要塞
ラム要塞（Lamu Fort）は、パテ島（Pate Island）の支配者フモ・マディ・イブン・アビ・バクル（Fumo Madi ibn Abi Bakr、在位1779年 - 1809年）が、彼の支配体制の構成員を守るために建造を始めた要塞である。彼が1809年に歿したときには、その第一層さえ完成していなかった。

### リヤダ・モスク
リヤダ・モスク（Riyadha Mosque）はハビブ・サリハ（Habib Salih）が建てたモスクである。
イエメンのハドラマウトにつながりを持つシャリーフ、ハビブ・サリーは1880年代にラムに落ち着くと、大いに尊敬される宗教指導者となった。ハビブ・サリーは彼の周りに集まった門下生とともに大成功を収め、1900年にリヤダ・モスクを建てた。
1935年に彼が死ぬと、息子がマドラサを継続した。このマドラサは東アフリカで最も権威あるイスラーム研究センターのひとつとなった。
このモスクは、有名なマウリディ祭（Maulidi Festival）の主催地でもある。祭りは毎年ムハンマドの誕生月の最終週に行われ、期間中はスーダン、コンゴ、ウガンダ、タンザニアなどからも巡礼者が訪れ、ムハンマドへの賛美を歌い上げる。

## 世界遺産

### 登録基準
この世界遺産は世界遺産登録基準のうち、以下の条件を満たし、登録された（以下の基準は世界遺産センター公表の登録基準からの翻訳、引用である）。
- (2) ある期間を通じてまたはある文化圏において、建築、技術、記念碑的芸術、都市計画、景観デザインの発展に関し、人類の価値の重要な交流を示すもの。
- (4) 人類の歴史上重要な時代を例証する建築様式、建築物群、技術の集積または景観の優れた例。
- (6) 顕著で普遍的な意義を有する出来事、現存する伝統、思想、信仰または芸術的、文学的作品と直接にまたは明白に関連するもの（この基準は他の基準と組み合わせて用いるのが望ましいと世界遺産委員会は考えている）。

## 基地
市内には、アメリカ軍とケニア軍が共用する軍事基地がある。2020年1月5日には、ソマリアの武装組織アル・シャハブが同基地を攻撃したことを発表した。